# Miroslav Celler
Miroslav Celler (* 7. Mai 1991 in Bratislava; † 7. Januar 2023 ebenda) war ein slowakischer Squashspieler.

## Karriere
Miroslav Celler spielte vereinzelt auf der PSA World Tour und erreichte seine höchste Platzierung in der Weltrangliste mit Rang 178 im April 2015. Mit der slowakischen Nationalmannschaft nahm er ab seinem Debüt 2011 mehrere Male an Europameisterschaften teil. Im Einzel stand er sechsmal im Hauptfeld der Europameisterschaft: 2008, 2009, 2011 und 2016 schied er dabei jeweils in der ersten Runde aus, während ihm 2013 und 2015 der Einzug ins Achtelfinale gelang. 2015 wurde er erstmals slowakischer Landesmeister und gewann 2016, 2018, 2019, 2020 und 2022 fünf weitere Titel.
Celler schloss ein Ingenieurstudium an der Slowakischen Technischen Universität Bratislava ab und arbeitete danach unter anderem beim slowakischen Justizministerium. Er starb am 7. Januar 2023 nach einem Treppensturz in einem Lokal in Bratislava.

## Erfolge
- Slowakischer Meister: 6 Titel (2015, 2016, 2018–2020, 2022)